# Kanamuchanal, Bijapur
Kanamuchanal là một làng thuộc tehsil Bijapur, huyện Bijapur, bang Karnataka, Ấn Độ.